# 아리아케정 (나가사키현)
아리아케정(有明町)은 나가사키현 시마바라반도에 있던 정으로 미나미타카키군에 속했다.
2006년 1월 1일에, 시마바라시에 편입되어 지자체로서 소멸하였다. 

## 지리
시마바라 반도의 북동부에 위치해 있다. 

## 역사
- 1889년 4월 1일 - 정촌제 시행에 의해 오미사키촌, 유에촌이 성립하였다.
- 1955년 4월 1일 -  오미사키촌, 유에촌이 합병해 아리아케촌이 되었다.
- 1961년 11월 3일 - 정으로 승격해, 아리아케정이 되었다.

## 교통

### 철도
- 시마바라 철도 시마바라 철도선

### 도로
- 국도 제251호선